# Paul Gottlieb Werlhof
Paul Gottlieb Werholf (1699-1767) fue un clínico alemán. Estudió en la Universidad de Helmstedt, y fue profesor de la Universidad de Gotinga. Descubrió por primera vez el "Morbus maculosus haemorrhagicus" o púrpura hemorrágica. Descubrió un caso de púrpura trombocitopénica idiopática en 1753. Es autor de un  trabajo sobre fiebres intermitentes y la medicación química.

## Obra
- Observationes de febribus, praecipue intermittentibus et ex harum genere continuis etc. Hannover, 1732, 1745. Venedig, 1757, 1764, 1784

- Cautiones medicae de limitandis laudibus et vituperiis morborum et remediorum. Hannover, 1734

- Disquisitio medica et philologica de variolis et anthracibus, signis differentiis, medelis disserit etc. Hannoverae, sumt. haered. Nicolai Foersteri, 1735

- Gedichte. 1749. 2ª ed. 1756

- Opera Medica. 3 vols. Hannoverae, imp. frat. Helwingiorum, 1775−1776

## Literatura
- Julius Pagel (1851−1912). Paul Gottlieb Werlhof. En: August Hirsch: Biographisches Lexikon der hervorragenden Ärzte aller Zeiten und Völker. Urban & Schwarzenberg. 2ª ed. Berlin, 1929. pp. 905

- Udo Benzenhöfer. Der hannoversche Hof- und Leibarzt Paul Gottlieb Werlhof (1699−1767). Mainz, 1992. 53 pp.